# 분광쌍성
때로는 두 별이 매우 가까이 붙어 있기 때문에 도플러 효과를 이용해야만 두 별이 분리되어 있음을 알 때도 있다. 이와 같은 쌍성을 분광쌍성(spectroscopic binaries)이라고 부른다.

## 특징
분광쌍성의 각 구성원은 질량 중심을 따라 공전하면서 관측자의 시야에서 멀어졌다가 가까워졌다가를 반복한다. 관측자에게서 멀어지면 분광선 상으로 붉은 색이, 가까워지면 푸른 색이 나타난다.

## 같이 보기
- 도플러 효과
- 쌍성
- 질량 중심